# Asgard (Stargate)

Thor, ca membru al rasei Asgard aşa cum apare în episodul SG-1 Small Victories (Mici Victorii).

Asgard este o rasă fictivă de extratereștri din Stargate. Este o rasă extrem de avansată, nobilă și binevoitoare. Apare în seria Stargate SG-1 și Stargate Atlantis, fiind menționată pentru prima oară în episodul Thor's Hammer (Ciocanul lui Thor), iar prima apariție este în episodul Thor's Chariot (Carul lui Thor). În serial, rasa Asgard a dat naștere la mitologia nordică de pe Pământ și la fenomenul OZN, extratereștrii gri, toată cultura populară din spatele incidentului de la Roswell.
Datorită cunoștințelor tehnologice avansate, Asgard sunt aliați critici ai Pământului în lupta împotriva rasei Goa'uld, și mai târziu contra rasei Ori. 
Personajele Asgard din serial sunt realizate printr-o combinație de păpuși și imagini generate pe calculator.